# Charlie Brown
Charlie Brown (también conocido como  Carlitos en España) es el personaje principal de la serie de tiras cómicas Peanuts, publicada en numerosos periódicos alrededor del mundo. Descrito como «Adorable perdedor», Charlie Brown es uno de los más grandes iconos de la cultura popular estadounidense. Pese a ser el protagonista podría hasta decirse que su perro Snoopy le supera en popularidad.
Charlie Brown es habitualmente descrito como la persona que sufre constantemente, y como resultado, es bastante nervioso e incluso falta de confianza. Él muestra actitudes muy pesimistas y muy positivas: algunos días, se niega a salir a la calle por miedo a que el día pudiera ser arruinado, y otros días se esfuerza al máximo para conseguir sus objetivos.
El creador del personaje, Charles M. Schulz, describe al personaje como "Debe de ser quien más sufre de la pandilla porque es una caricatura de la persona de promedio. La mayoría de nosotros estamos más familiarizados con la derrota que con la victoria. Dicho esto, Charlie Brown no siempre sufre, ya que ha experimentado también muchos momentos felices por los años, y a veces incluso ha mostrado seguridad en sí mismo, aunque sea en el fondo muy nervioso."
Schulz también reveló: "Me gusta que Charlie Brown sea el centro de atención de casi todas las historietas".
Lee Mendelson, productor de la mayoría de los especiales de dibujos animados de Peanuts, dijo que Charlie Brown era, y es el superviviente por excelencia de los abusos y acosos.
El cumpleaños de Charlie Brown es, según una tira, el 30 de octubre. En las primeras tiras originales de Peanuts, su año de nacimiento se insinúa que fue en 1946 según una tira publicada el 3 de noviembre de 1950. Al principio de la serie Charlie Brown también insinúa que vive en un apartamento con su abuela ocupando el piso encima del suyo; unos años después se muda a una casa con jardín.

## Historia

### De la década de los 40 a la década de los 50
Dos años antes que comenzase la serie Peanuts, el personaje apareció por primera vez en 1948, en una tira cómica de Charles M. Schulz llamada Li'l Folks (que significa "Amiguitos"). Después, apareció en la primera tira cómica de Peanuts el 2 de octubre de 1950. En la tira nos encontramos a Charlie Brown caminando por la calle, mientras los personajes Shermy y Patty le miran. Shermy está alabándolo, pero de repente en la última viñeta le insulta. Durante los primeros años de tira, Charlie Brown era mucho más juguetón de lo que se le conoce hoy en día, ya que le gustaba mucho hacer bromas a otros personajes. El 21 de diciembre de ese mismo año, su característica camiseta "zig-zag" amarilla aparece por primera vez, cuando hasta entonces había llevado una básica sin nada. En una tira del 6 de marzo de 1951, Charlie Brown juega al béisbol por primera vez, mientras estaba calentando antes de decirle a Shermy que podían empezar el juego, sin embargo, él en vez de ser el lanzador, era el receptor.
La relación de Carlitos con los otros personajes de Peanuts es diferente de la que llegará a ser más adelante, y sus gustos y sus intereses también evolucionarán a lo largo de las décadas hasta establecerse las que conocemos hoy en día. Un ejemplo es su relación con Violet Gray, a quien conoce el 7 de febrero de 1951. Los dos solían tratarse con buenos modales, a diferencia de la relación establecida después. En esa etapa, Charlie Brown se come los pasteles de barro que prepara Violet. En la tira del 16 de agosto de 1951, le llama a Charlie Brown "cabeza hueca", y es la primera vez que aparece ese insulto tan característico. El 14 de noviembre de ese año, Charlie Brown falla por primera vez el intento de patear el balón, y la culpa ha sido de Violet, que, por temor a que le diera en el dedo, lo ha apartado: Charlie ha volado, gritando, y se ha dado un buen batacazo.
En la tira del 30 de mayo de 1951, Charlie conoce por primera vez a Schroeder. Como todavía es un bebé, Charlie Brown no puede hablar con él. El 1 de junio de ese mismo año, Charlie Brown dice que se siente como un padre para Schroeder; de hecho, hay veces que actúa como tal, enseñándole palabras y leyéndole cuentos; curiosamente, es Charlie Brown quien le enseña a tocar el piano el 24 de septiembre de ese mismo año, dándole el gran talento por el que es conocido hoy en día por los fanes de Peanuts. El 10 de octubre, le cuenta a Schroeder la historia de Beethoven, infundiéndole una obsesión por el piano y por el compositor. Hasta le compra un busto del compositor para que lo ponga encima del piano. Schroeder se va haciendo mayor muy rápido, hasta llegar a igualar la edad de Charlie Brown en las tiras de finales de los 50. La figura de padre de Schroeder que representaba Charlie Brown va modificándose poco a poco hasta convertirse en la de un amigo cercano. Schroeder es receptor de béisbol por primera vez el 12 de abril de 1952. Por esa época, ya estaba bastante establecida la que sería la relación entre ambos personajes durante las siguientes décadas de la serie.
El 6 de enero de 1952, el personaje de Charlie Brown apareció por primera vez en una tira cómica dominical que consistía en un formato de tira en el que había más viñetas y más espacio. En ocasiones, incluso eran en color. Solo se publicaban los domingos.
Charlie Brown tiene trato por primera vez con el personaje Lucy Van Pelt el 3 de marzo de 1952. Los dos personajes se llevan mucho mejor de lo que se llevarán en las décadas siguientes: por el momento, cada uno se suele burlar del otro por mera diversión. El 16 de noviembre de 1952, se publicó la primera tira en la que Lucy aparta su balón nuevo de Charlie Brown por miedo a que lo manche; en la misma tira, Charlie es incapaz de patearlo por segunda vez, porque Lucy lo sujeta con mucha fuerza.
Charlie Brown empieza a volar cometas en una historieta del 25 de abril de 1952.
Charlie Brown conoce a Linus van Pelt el 19 de septiembre de 1952. Carlitos no puede comunicarse con él, porque es un recién nacido (como ocurre al principio con Schroeder). Linus llega a tener también casi la misma edad que Charlie Brown, y es para entonces su mejor amigo.
El 1 de septiembre de 1958, se ve que el padre de Charlie Brown es barbero (aunque ya había indicios de ello en tiras de Li'l Folks).
En la primera mitad del 1959, Charlie Brown y otros personajes de Peanuts hicieron su primera aparición en el mundo de la animación, con anuncios de promoción de automóviles de Ford. Esos anuncios fueron animados por Bill Meléndez, que estableció el origen de lo que pasarían a ser casi 50 años más de especiales de televisión.

### Década de los 60
En la década de los 60, la tira cómica Peanuts alcanzó su "edad dorada", y Charlie Brown ganó una gran cantidad de popularidad alrededor del mundo, siendo reconocido en numerosos países, con cerca de 355 millones de lectores de la tira.
En 1960, las todavía populares tarjetas de felicitación de Charlie Brown fueron creadas por la empresa Hallmark Cards.
Los anuncios de Ford duraron otros tres años más. Schulz y el animador Bill Meléndez se hicieron muy amigos, y cuando un productor de televisión llamado Lee Mendelson les propuso hacer una secuencia animada de dos minutos para un documental llamado A Boy Named Charlie Brown, Schulz quiso que Meléndez se ocupase de eso, debido al satisfactorio trabajo que hizo con los anuncios de Ford. En 1963 se puso manos a la obra.
Antes de que el documental fuese completado, Coca-Cola preguntó a Mendelson si tenía alguna intención de hacer un especial de Navidad que pudiesen promocionar. Él dijo "sí" a pesar de que no tenía ninguno. Al día siguiente llamó a Schulz y decidieron que tenían que hacer un especial de Navidad a toda costa protagonizado por Charlie Brown y su pandilla. Schulz autorizó el trabajo y en menos de una semana ya tenían el guion preparado. Meléndez se puso a trabajar. El especial se tituló La Navidad de Charlie Brown, que se estrenó en la CBS el 9 de diciembre de 1965. El objetivo principal del especial era mostrar "el verdadero significado de la Navidad". Antes de su estreno, la gente a cargo del especial estaban preocupados de que fuese un fracaso, debido a su banda Sonora Jazz de Vince Guaraldi y sobre todo por un mensaje religioso explícito en unos dibujos animados. Para sorpresa de todos, fue un tremendo éxito, teniendo un casi 42% de cuota de pantalla, (una cifra casi inalcanzable hoy en día) y una media de espectadores de 15.490.000, siendo la número dos de esa semana, superado por Bonanza en la NBC. En otras palabras, casi la mitad de la gente que veía la televisión esa noche estaba viendo el especial. También recibió críticas excelentes, y según el autor Charles Solomon, creó el formato de media hora para la historia de la televisión, inspirando a numerosas cintas como El Grinch: el cuento animado (1966) y Frosty, el muñeco de nieve, y fue de inspiración para muchos de los artistas y animadores de la actualidad, los cuales les hizo que se dedicarán a la industria del cómic y la animación, por citar unos pocos Eric Goldberg, (Pocahontas), Pete Docter, (Monsters, Inc., Up,Inside Out), Andrew Stanton, (Buscando a Nemo, WALL·E). El especial ganó un Premio Peabody.
El éxito de La Navidad de Charlie Brown fue sucedido por la creación de un segundo especial de televisión titulado Las super estrellas de Charlie Brown, que se estrenó el 8 de junio de 1966. Unos meses después llegaría la tercera aparición televisiva de Charlie Brown en el especial de Halloween, Es la Gran Calabaza, Charlie Brown. Durante el resto de la década llegarán tres especiales más protagonizados por Charlie Brown (Estás enamorado, Charlie Brown, Es tu perro, Charlie Brown y Fue un verano corto, Charlie Brown).
La adaptación de teatro musical basada en Charlie Brown y otros personajes de Peanuts, titulada You're a Good Man, Charlie Brown, se realizó por primera vez en Nueva York el 10 de febrero de 1967.
El 4 de diciembre de 1969, Charlie Brown protagonizó su primer largometraje titulado Un niño llamado Charlie Brown. La película fue un éxito taquillero, ganando 6 millones de dólares en la taquilla contra su 1 millón de presupuesto, y también fue aclamada por la crítica.
El módulo de comando del Apolo 10, se le apodó como Charlie Brown.
Charlie Brown y su perro Snoopy alcanzaron grandes alturas el 18 de mayo de 1969 cuando se convirtieron en los nombres de los módulos de comando y lunar respectivamente para el Apolo 10. Si es cierto que no están incluidos en el logotipo oficial, Charlie Brown y Snoopy se convirtieron en las mascotas semioficiales para la misión. Charles Schulz dibujó un boceto original de Charlie Brown en un traje de astronauta; dibujo que fue escondido en la nave espacial para que los astronautas lo encontrasen una vez que estuviesen en órbita (actualmente se encuentra ese boceto en exposición en el Kennedy Space Center).

### Década de los 70
En esta década, Charlie Brown protagonizó doce especiales más de Peanuts, que fueron producidos como resultado del éxito de los anteriores. Charlie Brown también volvió a aparecer en dos largometrajes más (Snoopy vuelve a casa y Corre por tu vida, Charlie Brown) que fueron estrenados el 9 de agosto de 1972 y 24 de agosto de 1977 respectivamente.
Una producción de Broadway del musical You're a Good Man, Charlie Brown se estrenó en el teatro John Golden el 1 de junio de 1971 y acabó el 27 de junio de 1971, después de 32 actuaciones y 15 pases, con Dean Stolber como Charlie Brown.

### Década de los 80
Charlie Brown volvió a protagonizar catorce especiales más, dos de los cuales eran musicales (uno era la adaptación animada de You're a Good Man, Charlie Brown).
Charlie Brown volvió a la gran pantalla en otro largometraje que se tituló Bon Voyage, Charlie Brown (¡y no vuelvas!) que se estrenó el 30 de mayo de 1980.

### Década de los 90
Seis especiales de televisión protagonizados por él personajes fueron producidos en esta década.
En cuanto a la tira cómica, una historia involucró a Peggy Jean como la novia de Charlie Brown; esta relación duró unos nueve años cuando Peggy Jean se fue con otro chico.

### El año 2000, el final dePeanuts
Charlie Brown hizo su última aparición en la última tira cómica de Peanuts, que fue publicada el 13 de febrero del año 2000, un día después de la muerte de Schulz.
La tira comienza con Charlie Brown respondiendo el teléfono a alguien que supuestamente pregunta por Snoopy. Charlie Brown responde "No, creo que está escribiendo". La siguiente viñeta ocupa todo el resto de la página en la cual Snoopy teclea en su máquina de escribir un mensaje a todos sus fanes de parte de Schulz en el que escribe una nota que dice:

Queridos amigos,

He sido muy afortunado de dibujar a Charlie Brown y sus amigos por ya casi 50 años. He cumplido el sueño de mi infancia.

Desafortunadamente, no creo que vaya a poder cumplir la obligación de mantener mi rutina de dibujar una tira cómica diaria. Mi familia no desea que nadie más continue "Peanuts", por lo tanto anuncio mi jubilación.

He estado muy satisfecho todos estos años con la lealtad de nuestros editores y el maravilloso apoyo y amor expresado por los fans de la tira.

Charlie Brown, Snoopy, Linus, Lucy... ¿Cómo voy a olvidarlos?...

— Charles M. Schulz

Curiosamente, Charlie Brown fue el único personaje que apareció en la primera tira de 1950 y en la última del 2000.